# Aleiodes parasiticus
Aleiodes parasiticus – gatunek błonkówki z rodziny męczelkowatych.

## Zasięg występowania
Ameryka Północna od wsch. Kanady na płn. po stany Maryland, Dakotę Południową, Kolorado i Wyoming w USA na płd.

## Budowa ciała
Osiąga 5 - 7 mm długości. Pazurki stóp silnie ząbkowane.
Głowa czarna. Mezosoma pomarańczowa z wyjątkiem czarnego mezopleuronu i pozatułowia. Pierwsze dwa, oraz przednia połowa trzeciego, tergitów metasomy pomarańczowe - reszta czarna. Nogi pomarańczowe z czarnymi końcówkami poszczególnych segmentów. Czułki pomarańczowe z ciemniejszymi końcówkami.

## Biologia i ekologia
Aleiodes parasiticus zasiedla tereny porośnięte drzewami bądź krzewami.